# Французская почта в Киликии
Французская почта в Киликии — почтовая служба, организованная военной администрацией Франции в 1919—1921 годах (с перерывом) на оккупированной в Первую мировую войну территории Киликии (фр. Cilicie), которая принадлежала Османской империи. Этой администрацией были эмитированы особые почтовые марки, имевшие хождение во время оккупации.

## Организация почты
В конце Первой мировой войны область Киликии, расположенная на юге современной Турции и являвшаяся на тот момент османским вилайетом Адана, была оккупирована французскими войсками. Оккупация длилась с 1918 года по 20 октября 1921 года, с перерывом во второй половине 1919 — начале 1920 года. На оккупированной территории была создана и функционировала французская почта, имевшая собственные знаки почтовой оплаты.

## Выпуски почтовых марок

### Первая французская оккупация
В 1919 году были выпущены первые марки для занятой французами Киликии. Они представляли собой надпечатки на марках Турции надписей на французском языке: «Cilicie» («Киликия»), позднее «T. E. O. Cilicie» («Вражеская оккупированная территория. Киликия»; T. E. O. — сокращение от «Terrirtoires ennemis occupés»).
23 мая 1919 года эти марки изъяли из обращения. Вскоре французские войска оставили города Адана и Мерсин, и их захватили англичане.

### Британский период
В сентябре 1919 года территорию Киликии взяли под свой контроль английские войска. Британская военная администрация ввела в почтовое обращение на период оккупации марки англо-египетской полевой почты в Палестине.

### Вторая французская оккупация
В начале февраля 1920 года область Киликии снова перешла под военное управление Франции. При этом в почтовое обращение поступили налоговые марки Турции, а затем марки Франции с надпечатками по-французски «Occupation militaire française. Cilicie» и «О. M. F. Cilicie» («Французская военная оккупация. Киликия») и указанием новой стоимости в местной валюте.
В 1920 году для почтовых нужд в восточной части Киликии была подготовлена особая серия марок (Sc #110—116) с той же надпечаткой «О. M. F. Cilicie», но с добавлением слов «Sand. est» («Восточный санджак»).
| Французские марки для оккупированной Киликии (1920)                                                                                     | Французские марки для оккупированной Киликии (1920)                                                 |
| --- | --------------------------------------------------------------------------------------------------- |
| | |
| Надпечатка «T. E. O. Cilicie» («Вражеская оккупированная территория. Киликия») на марке французской почты в Османской империи (Sc #100) | Надпечатка «О. M. F. Cilicie» («Военная французская оккупация Киликия») на марке Франции (Sc #104). |

## Другие виды почтовых марок
15 июля 1920 года были изданы две авиапочтовые марки (Sc #C1, C2) для использования на авиалинии Адана — Халеб (Алеппо). Они представляли собой надпечатки «Poste par avion» («Авиапочта») на двух ранних оккупационных надпечатанных марках того же года (Sc #123, 124).
Кроме того, в 1919—1921 годах вводились и доплатные марки с теми же надпечатками, что были сделаны на обычных почтовых марках в первый и второй периоды французской оккупации Киликии.
Согласно Л. Л. Лепешинскому, всего за период 1919—1921 годов было выпущено 99 почтовых и 16 доплатных марок с французскими надпечатками на марках Турции (с турецкими надписями на оригинальных марках) и Франции. В то же время каталог «Скотт» насчитывает 127 почтовых, 16 доплатных и две авиапочтовые марки (не считая разновидностей).

## Освобождение
В ноябре 1921 года Турция вернула себе Киликию, и на её территории стали использовать турецкие марки.
В ознаменование этого события почтовое ведомство национального правительства Ататюрка эмитировало две серии коммеморативных марок в виде надпечаток на турецком языке, содержавших памятную надпись и новый номинал. Первая серия (Sc #64—77) поступила в обращение в декабре 1921 года и имела надпечатки «Адана 1 декабря 1921» (двух типов) на почтовых, газетных и доплатных марках Османской империи 1915—1920 годов. Некоторые из этих надпечаток перевёрнуты.

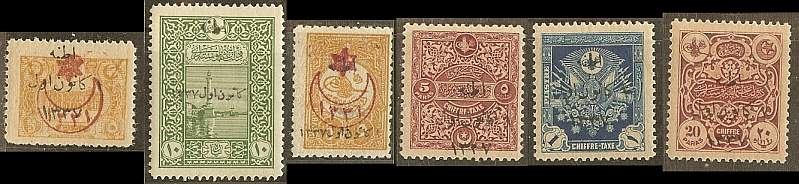
Марки первой памятной серии национального правительства в честь освобождения
захваченной французами Аданы (Киликии; 1921)

Вторая серия вышла в свет в 1922 году (Sc #98—103). Памятная надпечатка «Адана 5 января 1922» была проставлена на специально подготовленных миниатюрах восьми номиналов и семи расцветок, с рисунком марки национального правительства, выходившей в 1921 году, с изображением мечети Селимие в Адрианополе (Sc #80). Н. И. Владинец причисляет эту серию к почтово-благотворительным (полупочтовым) маркам, утверждая, что при продаже марок взималась наценка 25 % в пользу сирот погибших солдат. Каталог «Скотт» не рассматривает этот выпуск как полупочтовый, относя его вместе с первой памятной серией в подраздел «Турция в Азии» («Анатолия»).

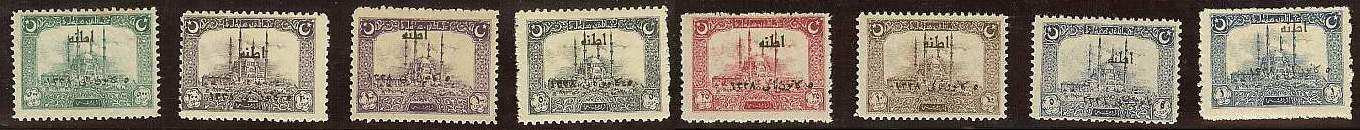
Марки второй памятной серии национального правительства в честь освобождения
захваченной французами Аданы (Киликии), 1922